# Chlorochadisra beltista
Chlorochadisra beltista är en fjärilsart som beskrevs av Willie Horace Thomas Tams 1930. Chlorochadisra beltista ingår i släktet Chlorochadisra och familjen tandspinnare. Inga underarter finns listade i Catalogue of Life.